# Villa Simson

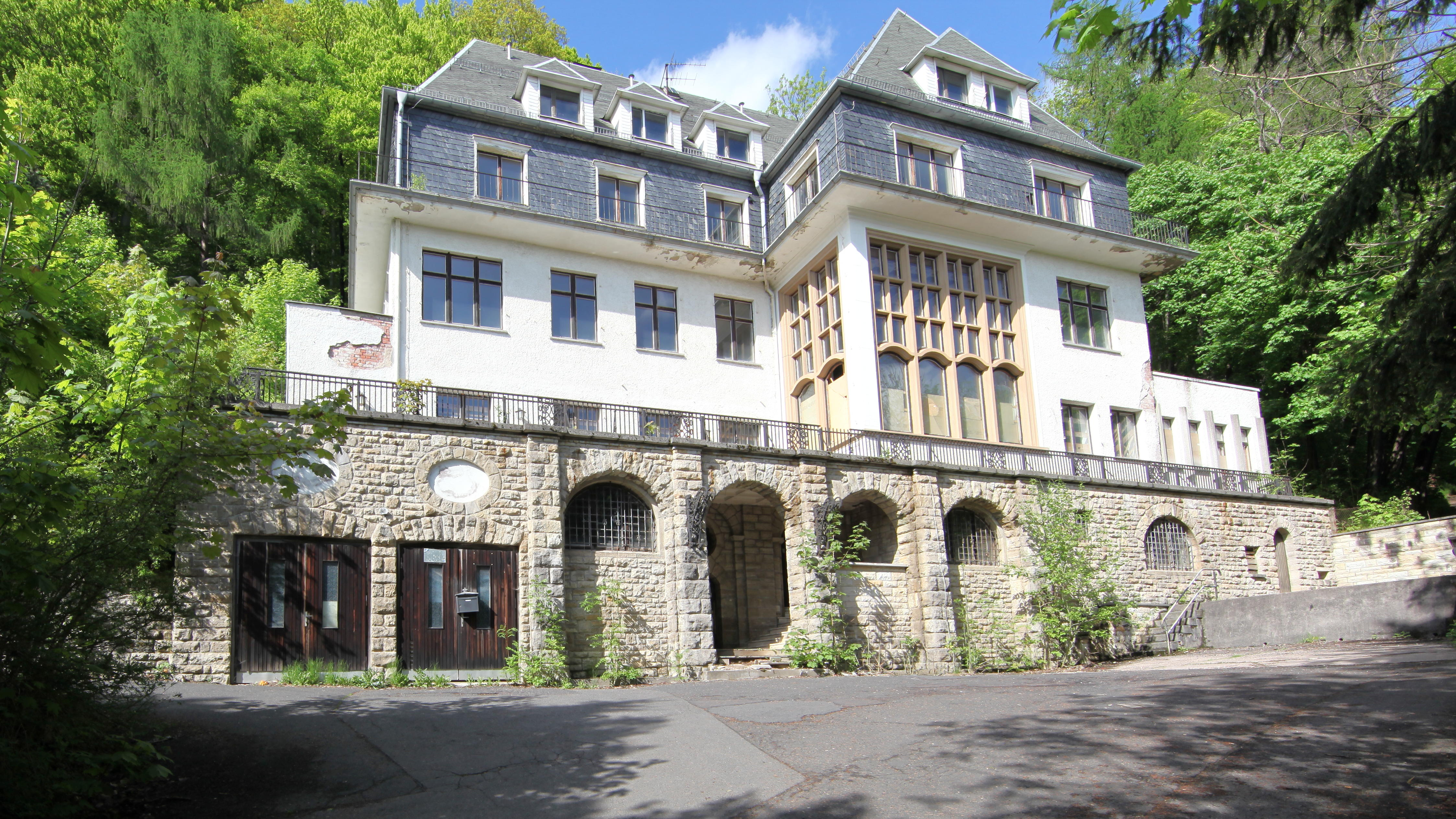
Villa Simson in Suhl

Die Villa Simson ist ein großbürgerliches Wohnhaus in der thüringischen Stadt Suhl am Dombergweg 7. Die 1911/12 errichtete Villa ist stilistisch in die Reformarchitektur einzuordnen und steht unter Denkmalschutz.

## Geschichte
Das Haus mit 953 Quadratmeter Wohnfläche auf einem 7644 Quadratmeter großen Grundstück wurde nach Plänen des Architekten Hermann Muthesius errichtet. Es diente als Witwensitz für Jeanette Simson (1847–1926), die Witwe des Unternehmers Gerson Simson (1845–1904). Zuvor wohnten die Simsons in der Suhler Mühltorstraße 12. In den Jahren 1935/36 „arisierten“ die Nationalsozialisten die Simsonwerke und das Eigentum der Familie, der die Flucht über die Schweiz in die USA gelang.
Nach dem Zweiten Weltkrieg nutzte die SED-Bezirksleitung das Gebäude als Gästehaus. Anschließend folgte kurzzeitig eine Verwendung als Hotel. Nach der Rückübertragung der Villa an die Erben Simson in den 1990er Jahren erwarb sie ein Suhler Finanzdienstleister 2001/2002 und wollte sie als repräsentatives Wohn- und Geschäftshaus nutzen. Im Jahr 2007 gab es eine von der Stadt Suhl genehmigte Planung, die eine Sanierung und den Einbau von unter anderem elf Wohnungen sowie einer Tiefgarage mit 19 Stellplätzen umfasste. Die Kosten wurden auf zwei Millionen Euro veranschlagt.
Nachdem sich dieses Projekt zerschlagen hatte, stand die sanierungsbedürftige Villa ab April 2015 für 200.000 Euro zum Verkauf. Im Dezember 2016 erwarb ein Investor das Gebäude und wollte es umfassend instand setzen, was nicht geschah. Am 2. März 2023 wurde das inzwischen entkernte Haus bei einer Versteigerung für 260.000 Euro verkauft.

## Architektur
Die Villa steht in exponierter Lage am Südhang des Dombergs oberhalb des Suhler Stadtzentrums. Eine kleine Parkanlage, die rückseitig in den Wald übergeht, rahmt das zum Teil weniger als zehn Meter breite Gebäude ein. Die Fassade ist gekennzeichnet durch ein mit Muschelkalk verblendetes Sockelgeschoss, gefolgt von einer Terrasse und zwei zurückspringenden verputzten Obergeschossen. Den oberen Abschluss bilden nach einem Umgang das Mansard- und das Dachgeschoss. Die Wohnfunktionen waren über fünf Geschosse verteilt. Im ersten Obergeschoss befand sich unter anderem eine repräsentative zweigeschossige Halle und das Esszimmer. Das zweite Obergeschoss war das Wohnzimmergeschoss. Zur Erschließung der Etagen diente unter anderem ein Personenfahrstuhl.